# Ouest du Tocantins

Étendue de la région de l'ouest du Tocantins.

L'ouest du Tocantins est l'une des 2 mésorégions de l'État du Tocantins. Elle regroupe 93 municipalités groupées en 5 microrégions.

## Données
La région compte 844 249 habitants pour 155 834 km².

## Microrégions
La mésorégion de l'ouest du Tocantins est subdivisée en 5 microrégions:
- Araguaína
- Bico do Papagaio
- Gurupi
- Miracema do Tocantins
- Rio Formoso